# 2047年香港前途問題
2047年香港前途問題是因應《香港特別行政區基本法》第5條所指“香港特别行政区不实行社会主义制度和政策，保持原有的资本主义制度和生活方式，五十年不变”和《中英聯合聲明》中有關條文。香港本土派等政治人物曾經提出該理論，香港特別行政區政府則反對2047年會有問題。

## 背景
雖然中華民國擁有清朝和英國簽署的《南京條約》、《北京條約》和《展拓香港界址專條》，於1984年，英國選擇和中華人民共和國簽署中英聯合聲明承諾英方於1997年7月1日移交香港主權給中華人民共和國。根據中英联合声明第三条及附件一，香港於1997年7月1日後將按照《基本法》確保香港實行一國兩制和資本主義制度，並擁有「港人治港，高度自治」的權利，而且社會制度和生活方式保持50年不變。
基本法第5条规定“香港特别行政区不实行社会主义制度和政策，保持原有的资本主义制度和生活方式，五十年不变。”如此香港50年後會否繼續實行一國兩制與資本主義制度，擁有「港人治港，高度自治」權利就成為問題。

## 影响

### 香港土地契約續期
根據香港特別行政區政府於1997年7月15日公布的政策聲明，沒有續期權利的契約（不包括特殊用途契約），在期滿時可由香港特別行政區政府全權酌情決定續期50年而無須補繳地價，惟須每年繳納租金，款額相當於有關土地應課差餉租值的3%；租金其後亦會隨應課差餉的改變而調整。自香港特別行政區成立以來，地政總署一直按上述的政策處理1997年後屆滿的契約之續期事宜，獲根據原有契約條款續期的契約無須補繳地價，但須每年繳納有關地段的地租。是否續期會考慮相關因素，包括契約屆滿時地段是否需要作公共用途或原有契約是否出現嚴重違反地契的情況等。
現時續期或新批出的50年土地契約，年期均超越2047年。換言之，在新批出土地上，2047年並不是一個期限。當然，由於大量現成的土地契約將於2047年到期，且繼契價格未定，政府在適當時候需要作出安排以應對屆時岀現的大量續期工作。其後，政府於2024年訂立《政府租契續期條例》，容許沒有續期權利的適用地契在到期前六年，通過刊憲方式批量續期50年，而毋須逐一考慮及補繳地價。
香港特区政府认为，政府藉基本法第七条獲賦予憲法權力和職能，可根據其土地政策管理和批出香港特別行政區境內的土地。該項權力的有效期並無受到規限，亦不會在2047年屆滿。特区政府指出，基本法第一百二十条所赋予的权利包括再行續期至超越2047年的權利。基本法第一百二十三条的对特区政府自行立法解决待续期土地问题的授权是整體授權，並沒有對香港特別行政區批出年期跨越2047年的契約的權力施加任何限制。

### 深圳湾口岸港方口岸区土地续期
《国务院关于授权香港特别行政区实施管辖的深圳湾口岸港方口岸区范围和土地使用期限的批复》（国函〔2006〕132号）指出，深圳湾口岸港方口岸区土地使用期限自口岸启用之日起至2047年6月30日止。香港法例第591章《深圳灣口岸港方口岸區條例》规定，该条例於2047年6月30日午夜12時期滿失效，同租賃土地使用期限期滿之日。如土地使用權提前終止或租賃在期滿後續期，香港特別行政區政府保安局局長須在香港特別行政區政府憲報公告土地使用權或租賃期滿的新日期，而本條例於該日期午夜12時期滿失效。

## 观点与反应

### 香港特区政府
政制及內地事務局副局長陳岳鵬在2016年12月14日的香港立法會會議上答覆議員的提問時，引述全国人大常委会委员长张德江的演講：
副局長表示，香港特別行政區是中國不可分離的部分，這個事實是沒有時限的。中國對香港的主權在回歸50年後不會變，中國對香港的基本方針政策亦不會在回歸50年後改變，因此並不存在《基本法》在2047年後失效的問題。至於《基本法》第5條指「香港特別行政區不實行社會主義制度和政策，保持原有的資本主義制度和生活方式，五十年不變」，這主要是為了明確肯定保持香港原有的資本主義制度和生活方式，而不是為了訂定一個限期。

### 本土派
熱血公民、普羅政治學苑和香港復興會認為2047年問題牽涉香港的法治、國際投資、信貸能力、樓宇按揭和繁榮安定，包括認為土地契約私有產權繫於資本主義制度， 並提出以全民制憲和永續基本法的方式去解決2047年問題，陳根亦在《紐約時報》專欄寫過關於2047年的問題，其後《南華早報》、《金融時報》、《華爾街日報》和《紐約時報》亦有報導。
2016年立法會選舉，香港眾志和熱普城分別提出「民主自決」和「永續基本法、城邦自治」主張，希望可以解決2047年問題。

### 建制派
至於建制派方面，大部分建制派的立法會議員都認為2047的大限是民主派制造出來的偽命題。
前香港立法会主席曾鈺成發表《跨越四七》的文章中，也曾经提及香港年轻人需要注意2047年前途问题，但是他认为“五十年不变”只在其所在的第五条条款中出现，其作用只在该条款中，不会影响到其他条款的实施。
前香港行政长官梁振英则认为2047年的资本主义生活方式会得到延续，认为不擔心2047年後的香港。
前律政司司長梁愛詩在2016年10月6日於香港電台的節目指：「基本法提出50年不變，初衷是考慮到港人利益，相信到2047年，中央亦同樣會考慮港人利益」；但「屆時是內地和香港的制度合一，還是繼續一國兩制，要看香港怎走未來30年的路」。
在2017年5月，梁愛詩再度接受電台訪問，其認為香港人權和自由等都比回歸前進步，一國兩制成功落實，又指2047年後香港的前途問題不可能重新討論，只可跟隨基本法，認為回歸20年時憂慮是太早。

### 法律界
在2012年末到2013年中，终审法院前首席法官李国能就提出2047年后“一国两制”何去何从的问题，曾经在2013年5月接受《南华早报》采访时指出，“今后十五至二十年内，有必要讨论并解决香港在2047年之后的未来”。

### 民调与传媒
香港中文大学在第九輪「香港民意與政治發展」調查中显示，近七成受访者「支持」香港2047年後仍「維持一國兩制」。
2018年3月3日，中国人民政治协商会议全国委员会報告刪除「一國兩制」、「港人治港」、「高度自治」等慣例提法，《香港蘋果日報》批评称，五十年不變名存實亡。